# Federico Caccia
Federico Caccia (Milão, 10 de junho de 1635 - Milão, 14 de janeiro de 1699) foi um cardeal do século XVIII

## Biografia
Nasceu em Milão em 10 de junho de 1635. De uma nobre família Novarese. Filho de Camillo Caccia e Orsola Casati.
Estudou na Universidade de Pavia, onde obteve o doutorado em utroque iure, tanto em direito canônico quanto em direito civil.
Membro do Collegio de' nobili giurisconsulti de Milão. Mudou-se para Roma e tornou-se advogado consistorial no pontificado do Papa Clemente X. Reitor do Arquiginásio de Roma durante quatro anos. Auditor da Sagrada Rota Romana. Tenente do Santo Ofício. Esmoler do Papa Inocêncio XI. Anteriormente, recusou nomeações para as sedes episcopais de Lucca, Novara e Cremona.
Eleito arcebispo titular de Laodicéia em 2 de janeiro de 1693, mantendo a auditoria da Sagrada Rota Romana sob o título de tenente. Consagrada em 4 de janeiro de 1693, igreja de S. Carlo al Corso, Roma, pelo Cardeal Galeazzo Marescotti, auxiliado por Prospero Bottini, arcebispo titular de Mira, e por Stefano Menatti, bispo titular de Cirene. Núncio na Espanha, 5 de janeiro de 1693. Assistente no Trono Pontifício, 6 de janeiro de 1693. Transferido para a Sé Metropolitana de Milão, em 13 de abril de 1693, mantendo a auditoria da Sagrada Rota Romana sob o título de tenente. Ele recebeu o pálio em 20 de julho de 1693.
Criado cardeal sacerdote no consistório de 12 de dezembro de 1695; o papa enviou-lhe o barrete vermelho com um breve apostólico de 22 de dezembro de 1695; recebeu o chapéu vermelho em 23 de julho de 1696; e o título de S. Pudenziana, 13 de agosto de 1696.
Morreu em Milão em 14 de janeiro de 1699, às 8h, no palácio arquiepiscopal de Milão. Exposto na catedral metropolitana de Milão e sepultado em frente ao altar da Madonna del Albero nessa mesma catedral. Deixou todos os seus bens para os pobres.